# Ola de calor en el Cono Sur en 2022

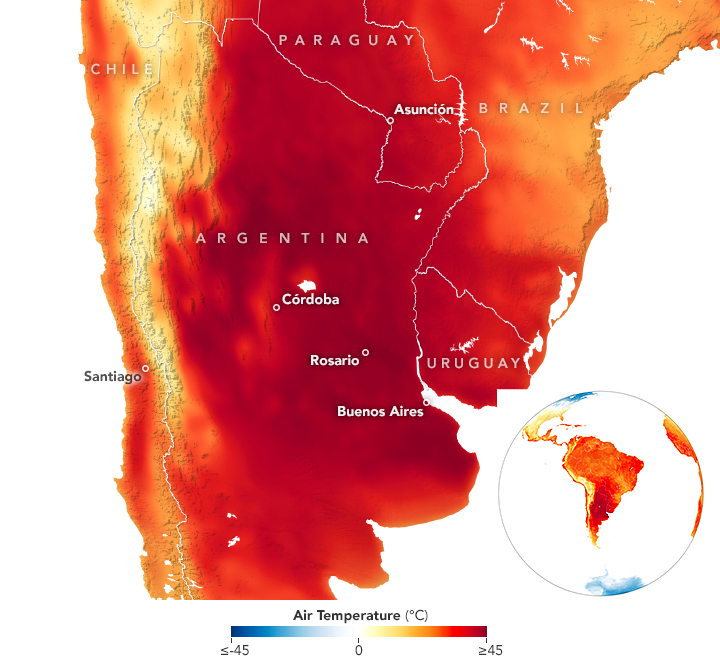
Mapa de la temperatura del aire a dos metros del suelo, el 11 de enero de 2022.

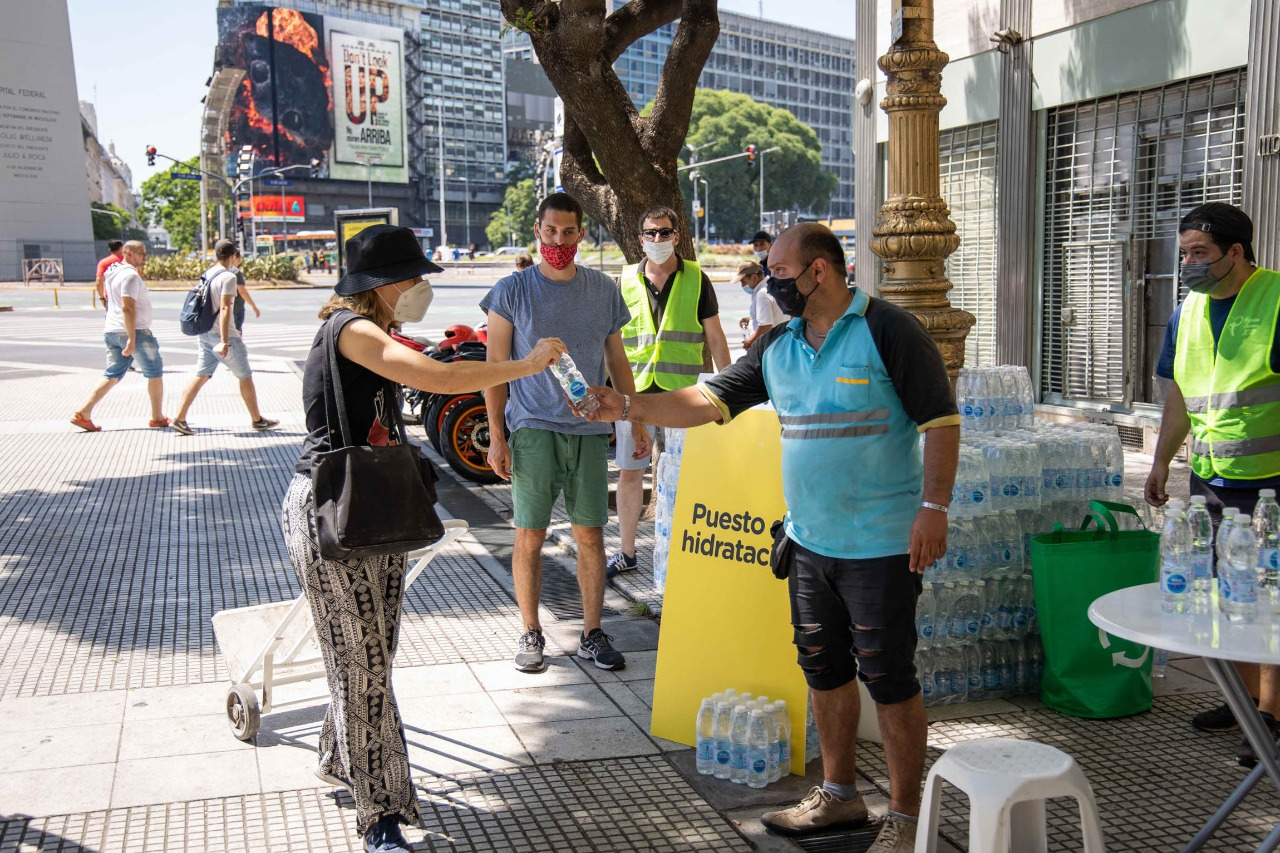
Puesto de hidratación a metros del Obelisco de la Ciudad de Buenos Aires durante la ola de calor.

La ola de calor en el Cono Sur de enero de 2022 fue un fenómeno meteorológico caracterizado por un marcado y sostenido aumento en las temperaturas por encima del promedio, especialmente las máximas, ocurriendo en varias ciudades y regiones de Argentina, Uruguay, Paraguay y Brasil. La ola de calor convirtió a estos países del Cono Sur en los más cálidos del planeta durante su duración, con temperaturas superiores a las de Medio Oriente. Argentina es el país que sufrió las temperaturas más extremas, con más de 50 ciudades por encima de los 40 °C.
La ola de calor fue asociada al anticiclón del Atlántico, a un fenómeno de La Niña particularmente intenso en el Pacífico y a los efectos regionales del cambio climático.

## Temperaturas máximas registradas

### Argentina

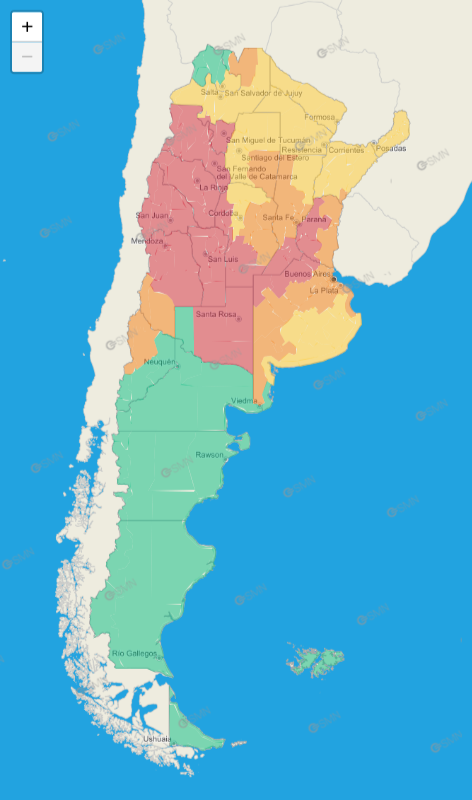
Mapa de alertas del Servicio Meteorológico Nacional, emitido el 14 de enero de 2022 para las diferentes provincias de Argentina

El 10 de enero las temperaturas fueron especialmente anómalas en el sur de la región pampeana y el norte de la región patagónica del país. De acuerdo con el SMN, ese día se batieron récords de temperatura máxima en Tres Arroyos (44,7 °C) y Coronel Pringles (43,6 °C), junto con otros registros que oscilaron entre los 42 °C y los 46 °C en esa región. Sin embargo unos pocos días después se superaron esas mismas marcas, con 45,8 °C en Tres Arroyos y 44,1 °C en Coronel Pringles.
El 11 de enero, la Ciudad de Buenos Aires registró la segunda temperatura máxima al momento desde que existen registros sistemáticos, con 45,1 °C. Se superaron registros históricos de temperatura en las estaciones del Gran Buenos Aires de El Palomar (44,5 °C) y San Fernando (44,2 °C), como también en las de Las Flores (44,5 °C) y Punta Indio (45,2 °C), en el interior de la provincia de Buenos Aires.
El 11 de enero, se registraron casi 49 °C en la ciudad de San Juan, a pocas décimas del récord mensual para enero. El 12 de enero se reportó la muerte de tres hombres, todos mayores de 65 años, en los alrededores de la ciudad de San Juan, y sus muertes fueron adjudicadas a las altas temperaturas.
El 14 de enero, la Ciudad de Buenos Aires alcanzó una temperatura máxima de 45,5 °C, que se convirtió en la segunda marca más alta registrada, y que desplazó a la marca de 45,1 °C registrada tres días antes al tercer lugar. El mismo día, Mar del Plata superó su máxima histórica al alcanzar los 46,4 °C, por encima de los 45,6 °C registrados el 28 de enero de 1957.
Por su parte, el norte del país registró sus temperaturas más altas entre el 14 y el 17 de enero, con varias ciudades cuyas máximas oscilaron entre los 44 °C y los 49 °C.

### Brasil

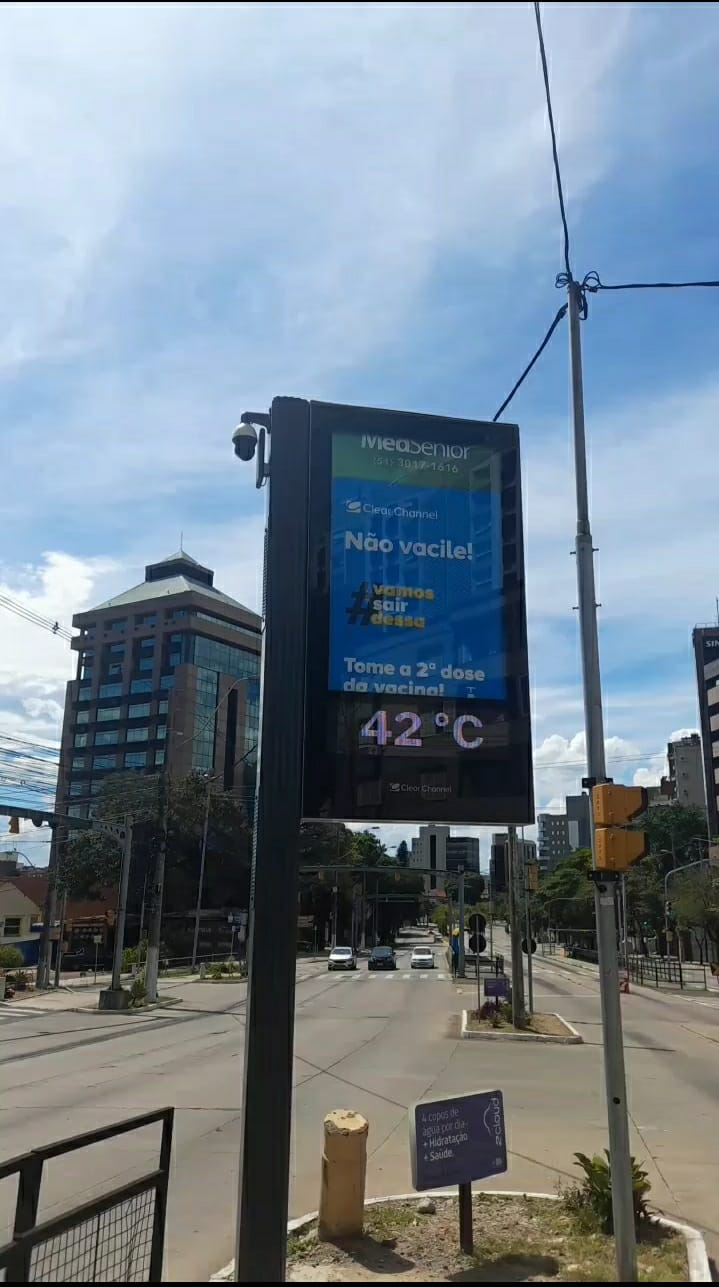
Termómetro de calle en Porto Alegre en Rio Grande do Sul registrando 42 °C

En Brasil, los estados más afectados por la ola de calor fueron los estados de Rio Grande do Sul y Paraná. Se registraron algunos eventos debido a las fuertes olas de calor:
- De las 497 ciudades de Rio Grande do Sul, 262 se declararon en emergencia por el calor.[18]
- Algunas ciudades tuvieron problemas con el suministro de agua y electricidad.[19]
- La Defensa Civil del estado de Rio Grande do Sul recomendó a los ciudadanos aceptarse y permanecer en servicio para posibles emergencias.[20]
- En Paraná, el gobierno observa pérdida de cultivos por el calor.[21]

### Uruguay
Inicialmente, el Instituto Uruguayo de Meteorología emitió un alerta por la ola de calor que solamente afectaba al norte, centro y oeste del país, pero el 13 de enero decidió extenderla a todo el país. Ese mismo día, se registró un récord histórico de temperatura para Uruguay, con 42,5 °C en la ciudad de Salto. El 14 de enero, Florida registró su máximo histórico, con 44 °C. La ola de calor fue calificada por el meteorólogo Núbel Cisneros como "la más importante de los últimos cuarenta años".

### Paraguay
La Dirección de Meteorología e Hidrología emitió un alerta por la ola de calor para todo el país. Se prevén temperaturas máximas entre 38 °C y 41 °C para las ciudades de Mariscal Estigarribia, Pozo Colorado, General Bruguez, Concepción, Asunción, Caacupé, Paraguarí, Pilar, San Juan Bautista y Caazapá.

## Impacto por país

### Argentina

#### Suministro de energía
Durante la ola se produjeron nuevos récords de demanda de energía eléctrica a nivel nacional, por encima de 28 000 MW. El 11 de enero, un apagón masivo afectó a 700 000 usuarios en el norte de la Ciudad de Buenos Aires y el norte del Gran Buenos Aires.
Para evitar los apagones, el gobierno nacional le solicitó al sector industrial reducir la demanda de energía entre el jueves 13 y el viernes 14 de enero, con el objetivo de poder brindar energía a la red domiciliaria. La medida tuvo un alto grado de acatamiento. El gobierno también decretó el teletrabajo por dos días para los empleados del sector público nacional y exhortó a los gobiernos provinciales a que tomaran medidas similares.
El 14 de enero, Brasil comenzó a exportar energía a Argentina para que el país vecino pueda cumplir con la demanda. Durante toda la semana, la compañía de energía eléctrica de Uruguay UTE también exportó energía a Argentina.

#### Incendios
En medio de la ola de calor, y tras importantes incendios registrados en las semanas previas especialmente en la Patagonia, el gobierno nacional declaró la emergencia ígnea en todo el país por un año, por decreto 6/2022 publicado en el Boletín Oficial el 12 de enero.
Favorecidos por las condiciones climáticas, se registraron incendios en los pastizales y zona boscosa cercana a Canning y Tristán Suárez, en el partido de Ezeiza, provincia de Buenos Aires, que afectaron unas 130 hectáreas. También se registraron focos activos en las provincias de Chubut, Río Negro, San Luis, Santa Fe, Salta, Formosa, Mendoza y La Pampa.

#### Agricultura
El calor extremo produjo daño en los cultivos, sobre todo en los alrededores de Rosario. Aunque se prevé que la lluvia pronosticada a partir del 15 de enero alivie la situación experimentada con La Niña, los cultivos de soja y maíz sufren los impactos del calor extremo. Los diferentes pronósticos del sector agrícola estiman que la producción de soja y maíz será menor que la anticipada.

### Uruguay

#### Suministro de energía
La ola de calor afectó a la generación de energía eólica por la falta de vientos, por lo que el 50 % de la energía eléctrica debió generarse con las centrales térmicas de UTE. El 14 de enero, alrededor de 25 000 usuarios de la red eléctrica en Canelones, Montevideo y Treinta y Tres se quedaron sin energía eléctrica debido a un corte en el suministro. Ese mismo día, se rompió el récord del consumo de energía del país, que alcanzó los 2139 MW.

#### Incendios
El viernes 14 de enero la Dirección Nacional de Bomberos había reportado más de 100 focos activos en diferentes puntos del país. La mayoría de los focos activos se encontraban en campos. Frente al riesgo de incendios, distintos ministerios se encontraban coordinando acciones para la prevención de los incendios forestales.

#### Agricultura
La ola de calor intensificó la sequía en el país, que ya había declarado la emergencia agropecuaria en diciembre de 2021. Además, la ola de calor produjo la muerte de 400 000 gallinas, por un valor estimado de 1.5 millones de dólares. El Ministerio de Ganadería, Agricultura y Pesca declaró la emergencia avícola como resultado de la muerte de las aves.